# Uitgeest
Uitgeest é um município dos Países Baixos localizado na província da Holanda do Norte. A sede do município fica na cidade de Uitgeest.